# 모리타 히로시
모리타 히로시(일본어: 森田 浩史, 1978년 5월 18일 ~ )는 일본의 전 축구 선수이다.

## 구단 경력
과거 사간 도스, 알비렉스 니가타, 오미야 아르디자, 방포레 고후에서 활동하였다.